# Rosario Aráoz
María Rosario Aráoz Pinto (Abancay, 20 de enero de 1897-Lima, marzo de 1975) fue una educadora peruana.

## Biografía
Hija de Gonzalo Aráoz y María Jesús Pinto. Su padre fue dueño de hacienda Pachachaca en Apurímac. 
Realizó sus estudios escolares en el Colegio de Nuestra Señora de la Visitación en Lima y los superiores en el Instituto Pedagógico Nacional de Mujeres de Monterrico, en el cual se graduó de Normalista en 1914.
Inició su labor docente como Preceptora Auxiliar en la Escuela 4359 en el Cercado de Lima.
Luego fue Nombrada como Directora en una Escuela en Chosica, en la cual aplicó el programa Escuela al Aire Libre.
Fue directora del Centro Escolar República del Paraguay en el Cercado de Lima, en el cual inició la aplicación del Método Decroly.
En 1920, fundó la Escuela Nocturna para Adultas Analfabetas. En 1929 fue nombrada como Directora del Colegio Nacional de Mujeres de Tacna.
Formó parte de una comisión ad-honorem que recomendó al Ministerio de Educación la creación de Escuelas Experimentales de Educación Primaria luego de un análisis de la enseñanza en Argentina y Uruguay.
Desde 1942 fue directora de la Escuela Superior de Asistencia Social del Perú.
Junto a otras mujeres, entre ellas Isabel Larco (Directora del Museo Larco), Rosario Ortiz de Zevallos Thorndike, Matilde Pérez Palacio (Directora de la Escuela de Periodismo), Susana Solano (abogada aprista), Ángela Ramos (periodista de izquierda), Lola Idiáquez y Luisa Montori (Acción Católica), promovieron la enmienda constitucional para permitir el sufragio femenino.
En las elecciones municipales de 1963 postuló en la lista de Acción Popular - Democracia Cristiana al Concejo Municipal de Lima Metropolitana. Resultó elegida como Regidora para el periodo 1963-1966. Como regidora, fundó en 1965 el Albergue Municipal para Mendigos en el Distrito de San Juan de Miraflores, que hoy lleva su nombre.
En 1966, participó junto a Luis Bedoya Reyes, Roberto Ramírez del Villar, Mario Polar Ugarteche, Ernesto Alayza Grundy, Catalina Cassineli, Carmen Ortiz de Zevallos y otros, en la fundación del Partido Popular Cristiano
Falleció en marzo de 1975.

## Publicaciones
- El servicio social infantil (1951)
- La familia y el servicio social (1952)
- Importancia del servicio social en la función de los registros del estado civil (1967)

## Reconocimientos
- Palmas Magisteriales del Ministerio de Educación[cita requerida]